# Bisdom Pangkalpinang
Het bisdom Pangkalpinang (Latijn: Dioecesis Pangkalpinangensis) is een rooms-katholiek bisdom met als zetel Pangkal Pinang, hoofdstad van de provincie Bangka-Belitung, in Indonesië. Het bisdom is suffragaan aan het aartsbisdom Palembang. 

## Geschiedenis
Het bisdom werd opgericht op 27 december 1923, als de apostolische prefectuur Banka e Biliton, uit delen van de apostolische prefectuur Sumatra. Op 8 februari 1951 werd het verheven tot apostolisch vicariaat met de naam Pangkal-Pinang. Op 3 januari 1961 werd het verheven tot bisdom en werd suffragaan aan het aartsbisdom Medan. Op 1 juli 2003 veranderde het van kerkprovincie en werd suffragaan aan het nieuw verheven aartsbisdom Palembang. In januari 2019 veranderde het van naam naar bisdom Pangkalpinang. 

## Parochies
Het bisdom had in 2021 een oppervlakte van 27.021 km2 en telde 3.697.876 inwoners waarvan 1,6% rooms-katholiek was.

## Ordinarii

### Apostolische prefecten
- Theodosius Jan J. Herkenrath (18 januari 1924 - 1928)
- Vitus Bouma (29 mei 1928 - 19 april 1945)

### Bisschoppen
- Nicolas Pierre van der Westen (apostolisch vicaris: 8 februari 1951, bisschop: 3 januari 1961 - 11 november 1978)
- Hilarius Moa Nurak (30 maart 1987 - 29 april 2016)
- Adrianus Sunarko (28 juni 2017 - heden)

## Galerij van afbeeldingen

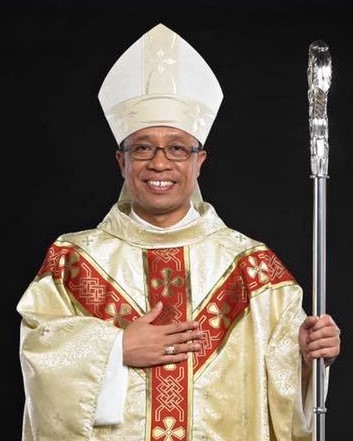
Bisschop Adrianus Sunarko (2017-heden)
Kerkprovincie met aartsbisdom en suffragane bisdommen

Palembang (aartsbisdom) · Pangkalpinang · Tanjungkarang